# Konzulat Republike Slovenije v New Brunswicku
Konzulat Republike Slovenije v New Brunswicku je diplomatsko-konzularno predstavništvo (konzulat) Republike Slovenije s sedežem v New Brunswicku (Kanada); spada pod okrilje Veleposlaništvu Republike Slovenije v Kanadi.
Trenutni častni konzul je ga. Ginette Gagne Koch.